# The Monster Roars
The Monster Roars è il ventiduesimo album in studio del gruppo musicale britannico Magnum, pubblicato nel 2022.

## Tracce
Testi e musiche di Tony Clarkin.
1. The Monster Roars – 3:57
2. Remember – 5:05
3. All You Believe In – 5:01
4. I Won't Let You Down – 3:57
5. The Present Not the Past – 5:27
6. No Steppin' Stones – 4:09
7. That Freedom Word – 4:52
8. Your Blood Is Violence – 6:44
9. Walk the Silent Hours – 4:51
10. The Day After the Night Before – 4:23
11. Come Holy Men – 5:01
12. Can't Buy Yourself a Heaven – 5:00

## Formazione
- Bob Catley – voce
- Tony Clarkin – chitarra
- Dennis Ward – basso
- Rick Benton – tastiera
- Lee Morris – batteria